# Tristan Knowles
Tristan Malcolm Knowles (Australia, 25 de abril de 1983) es un jugador australiano de baloncesto en silla de ruedas que ganó una medalla de oro en los Juegos Paralímpicos de Pekín 2008.

## Vida personal
Knowles nació el 25 de abril de 1983 en Wodonga,  Victoria. Se convirtió en un amputado por encima de la rodilla como resultado de un cáncer. Fue a la Universidad de Wollongong donde obtuvo un título en comercio. Cuando no está jugando al baloncesto, es un paraplanificador que trabaja para el Banco de la Commonwealth. Estableció la Fundación de Cáncer de Niños de Tristan Knowles.

## Baloncesto

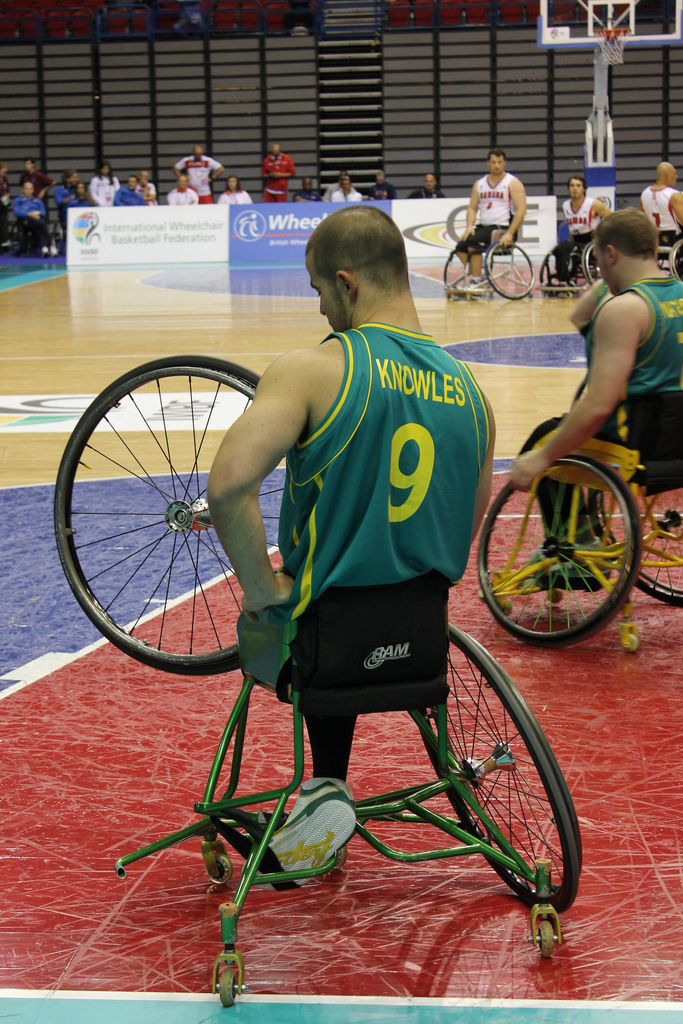
Tristan Knowles cambia una rueda a mitad de partido durante el Campeonato Mundial de Baloncesto en Silla de Ruedas de 2010.

Knowles jugó por primera vez al baloncesto en silla de ruedas en 1999. Es un jugador de 4 puntos y juega en la posición de delantero.

### Equipo estatal
Knowles jugó para el equipo estatal sub-21 de Nueva Gales del Sur en la competición nacional. El equipo estatal sub-21 ganó el campeonato nacional cuatro años seguidos con Knowles como capitán.

### Equipo nacional
La primera aparición de Knowles en el equipo nacional fue en 2001.

#### Paralimpiadas

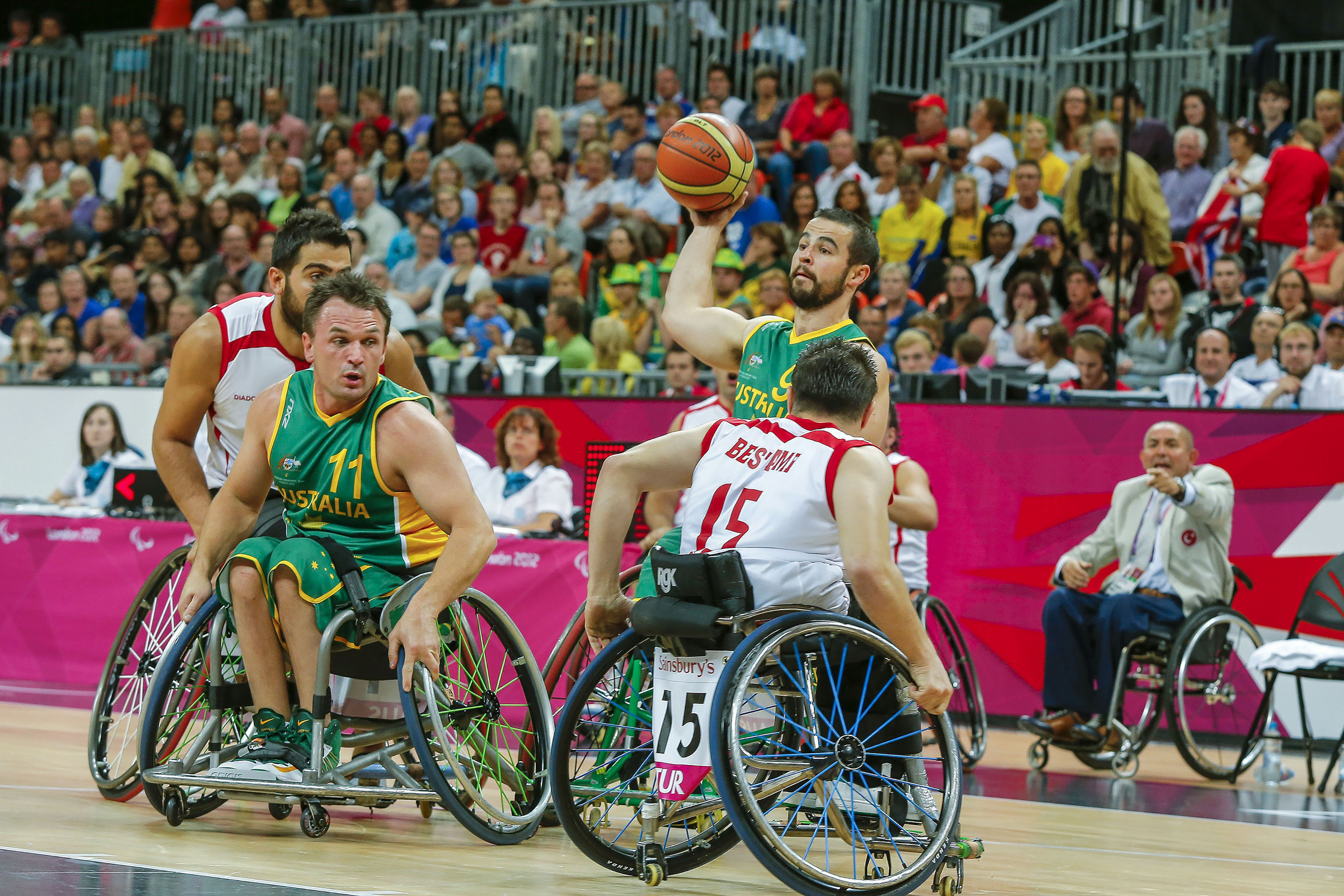
Knowles en los Juegos Paralímpicos de Londres 2012.

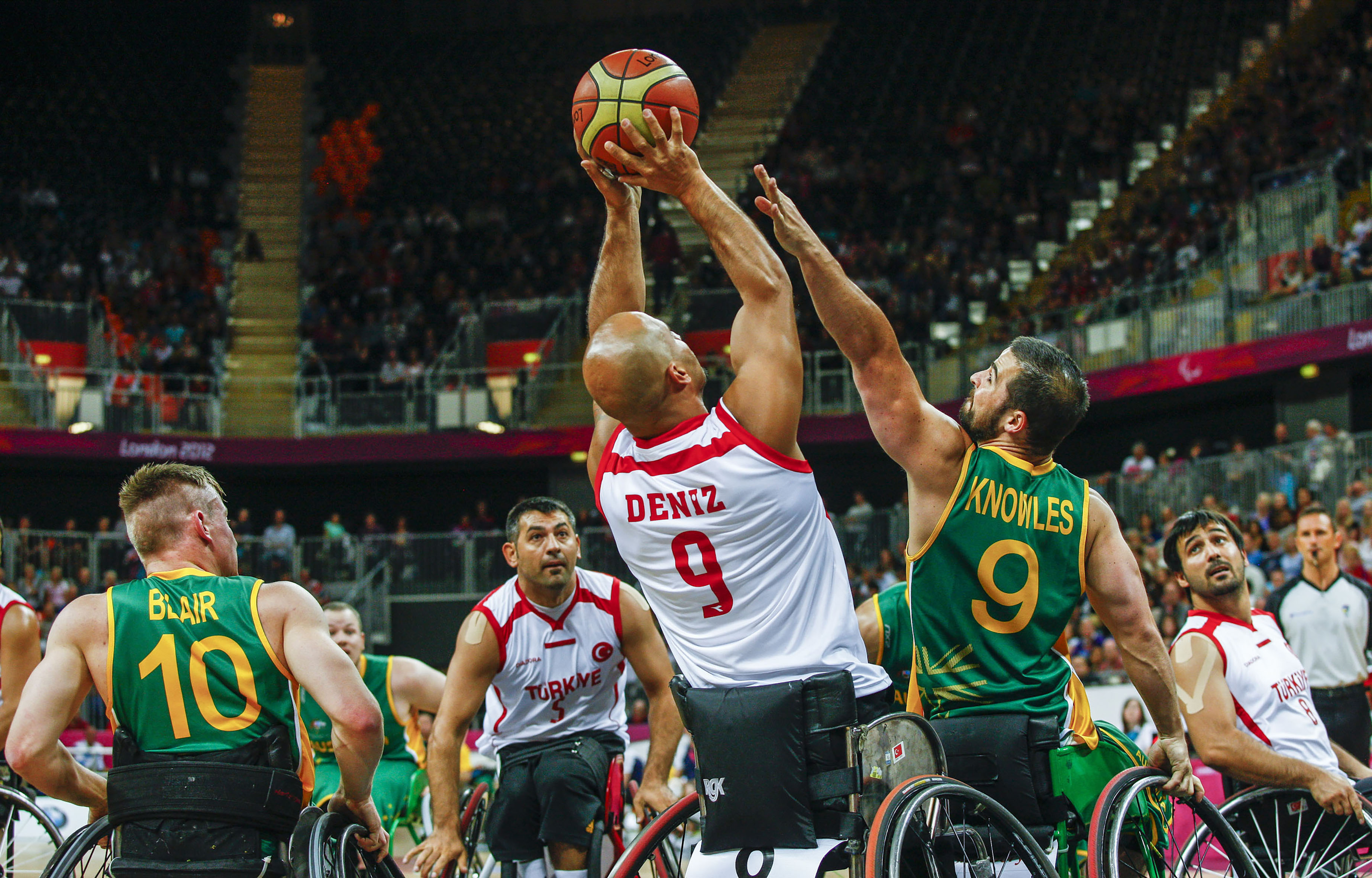
Knowles en los Juegos Paralímpicos de Londres 2012.

Knowles fue parte del equipo nacional masculino de baloncesto en silla de ruedas de Australia que ganó la medalla de plata en los Juegos Paralímpicos de Atenas 2004. También fue parte del equipo nacional masculino de baloncesto en silla de ruedas de Australia que ganó la medalla de oro en los Juegos Paralímpicos de Pekín 2008, por lo que recibió la Medalla de la Orden de Australia.
En octubre de 2011, Knowles fue nombrado como parte del equipo nacional senior que competiría en el torneo clasificatorio para los Juegos Paralímpicos de Londres 2012. En estos Juegos de Londres de 2012 formó parte del equipo masculino australiano de silla de ruedas que ganó la plata. En 2016, fue seleccionado para los Juegos Paralímpicos de Río de Janeiro 2016, sus cuartos juegos, donde su equipo, The Rollers, terminó en sexto lugar.

### Campeonatos Mundiales
Knowles fue parte del equipo nacional de 2006 que terminó tercero en los Campeonatos Mundiales. En 2009, fue parte del equipo nacional que compitió en el Rollers World Challenge. En el partido contra Japón, anotó 15 puntos. Fue miembro del equipo nacional masculino de baloncesto en silla de ruedas de Australia que ganó la medalla de oro en el Campeonato Mundial de Baloncesto en Silla de Ruedas de 2010, y en el Campeonato Mundial de Baloncesto en Silla de Ruedas de 2014. En 2018, fue miembro de los Rollers que ganaron la medalla de bronce en el Campeonato Mundial de Baloncesto en Silla de Ruedas de 2018 en Hamburgo, Alemania.

### Club de baloncesto
Knowles ha jugado baloncesto profesional en silla de ruedas en Australia, España e Italia. A partir de 2011 ha jugado con los Roller Hawks de Wollongong durante 11 años. Cuando juega para los Roller Hawks, lleva el número 9.  En 2003, los Wollongong Roller Hawks, compitieron en el Campeonato de la NWBL y ganaron. En el primer partido de la temporada 2011 contra los Perth Wheelcats, anotó 44 puntos. Su equipo venció a los Perth Wheelcats en el Campeonato de la NWBL 2011. En el juego final, anotó 48 puntos.
En 2010, Knowles jugaba al baloncesto con el Valladolid en España. Fue el MVP de la temporada del equipo en 2011.

## Reconocimiento
- En 2002, Knowles fue nombrado Baloncestista en Silla de Ruedas del Año de Nueva Gales del Sur.[18]
- En 2004, Knowles y Brendan Dowler recibieron el Premio Estrella Deportiva del Año de Illawarra Mercury.[18]